# Porslinsveronika
Porslinsveronika (Veronica gentianoides) är en växt som tillhör veronikasläktet, inom familjen grobladsväxter. Arten förekommer naturligt på Krim, i norra Turkiet till nordvästra Iran och Kaukasus, där den växer på fuktiga, ofta steniga, platser mellan 1000 och 3600 m ö.h. I Sverige odlas arten som prydnadsväxt ute.[källa behövs]
Porlinsveronika är en flerårig krypande ört som ibland bildar mattlika bestånd. Jordstammen är förgrenad och bildar bladrosetter. Bladen är brett ellitpiska till lansettlika eller nästan linjära, 1,5–8 cm långa, vanligen glänsande och ibland med vit mittnerv. De är oftast helbräddade eller bara något tandade eller vågiga. Blomstjälkarna är ogrenade, upprätta eller uppstigande, 5–6 cm lång och bär 10–50 blommor. Kronan är ljust- till mörktblå, 8–16 mm i diameter. Frukten är en rund kapsel.
Arten varierar mycket i det vilda mellan olika växtplatser och ibland särskiljs ett antal varieteter, som var. alpina, var. eglandulosa, var. gentianoides och var. glacialis.

## Synonymer
För vetenskapliga synonymer, se Wikispecies.

## Sorter
Ett flertal sorter odlas i svenska trädgårdar.
- 'Alba' - vit blommor med ljusblå ton.
- 'Barbara Sherwood' - 30–45 cm. Ljusblå med mörkblå nerver. Hållbara blad och lång blomningstid.
- 'Blue Streak' - 50 cm. En frösort som har blekt lavendelblå blommor med mörkt gentianablå nerver.
- 'Minor' - 20 cm, med ljusblå blommor.
- 'Pallida' -  40–60 cm. Glänsande lansettlika blad, skirt ljusblå, nästan vita, blommor.
- 'Ramona' - lågväxande med isblå blommor.
- 'Robusta' 60 cm. Mer robust än andra sorter. De stora blommorna är ljusblå med mörkblå nerver.
- 'Tissington White' - 30–45 cm, har blekast blå, nästan vit med mörkblå nerver mot centrum.
- 'Variegata' - 50cm, med vitbrokia bladkanter.